# Малаялі
Малаялі, Малаяли (малаял. മലയാളി, англ. Malayali, Malayalee) — народ в Індії, основне населення штату Керала. Належить до дравідійської сім'ї. Чисельність народу становить понад 30 млн осіб (2004). За расовими ознаками відносяться до південноіндійської (дравідійської) перехідної раси.
У перших століттях нашої ери малаялі було державне утворення Чера.

## Суспільна організація
У малаялів зберігається кастовий поділ, у кастах внутрішня ендогамії, а вже в них виділяються родові екзогамні групи.
Члени каст продовжують проживати на окремих вулицях чи кварталах. Житло одно-двокамерне прямокутне, несло в собі сліди кастового поділу, мало легку бамбукову каркасно-стовпову конструкцію. Стіни житла закладаються циновками, дах накривається пальмовим листям чи соломою. Селяни будували одно-двокімнатні глинобитних, саманних чи цегляні будинки з великою відкритою верандою. Малаялі вищих каст нині проживають у багатокімнатному дерев'яному чи саманному житлі на два поверхи. Знать обгороджує свої оселі високою глинобитною чи кам'яною стіною. Одяг близький до загальноіндійського.

## Господарські заняття
Основним заняттям народу завжди було орне землеробство з переважним вирощуванням рису. Нині, крім вирощування рису, малаялі на богарних і поливних землях вирощують бобові, маніоку, просо, маслинові культури, чай, каву, городні культури, прянощі, бавовник, джут, тютюн та інше. Часто отримують два врожаї на рік. Також велике значення має вирощування кокосової, арекової, пальмірової та інших видів пальм. Використовують плоди, пальмові соки і олія для харчування, а листя і деревина — у промислах.
Традиційним для народу є кораблебудування, рибальство і морські промисли. Серед ремесел переважають ткацтво, вишивання, гончарство, виготовлення лакованих виробів, обробка дерева і металів, інкрустація.
Малаяці становлять більшість серед індійських трудових мігрантів у країнах Перської затоки

## Мова
Мова народу малаялам є офіційною мовою штату Керала. На ній писали прозаїк Чанду Менон (1847—1899), поет Нараяна Менон Валлатхол (1878—1958). Роман «Кеммін» письменника Тхаказі Шивасанкара Піллаї, виданий на найбільшій кількості мов серед усіх індійських художніх творів.